# Sipplingen
Sipplingen település Németországban, azon belül Baden-Württembergben. Lakosainak száma 2186 fő (2023. december 31.). Sipplingen Überlingen és Ludwigshafen am Bodensee községekkel határos.

## Népesség
A település népessége az elmúlt években az alábbi módon változott:
| Lakosok száma | 1308 | 1755 | 2050 | 2040 | 2030 | 2125 | 2192 | 2186 | 2113 | 2186 |
|               | 1961 | 1967 | 1974 | 1980 | 1987 | 1993 | 2000 | 2006 | 2013 | 2023 |